# Italiens Grand Prix 2012
Italiens Grand Prix 2012 (officielle navn: Formula 1 Gran Premio Santander d'Italia 2012) er et Formel 1-løb som fandt sted den 9. september 2012 på Autodromo Nazionale di Monza i Italien. Det var det trettende løb i Formel 1 2012 og den 61. udgave af Italiens Grand Prix.

## Resultat

### Kvalifikation
| Pos.                | No. | Kører              | Konstruktør          | Part 1   | Part 2   | Part 3   | Grid |
| ------------------- | --- | ------------------ | -------------------- | -------- | -------- | -------- | ---- |
| 1                   | 4   | Lewis Hamilton     | McLaren-Mercedes     | 1:24.211 | 1:24.394 | 1:24.010 | 1    |
| 2                   | 3   | Jenson Button      | McLaren-Mercedes     | 1:24.672 | 1:24.255 | 1:24.133 | 2    |
| 3                   | 6   | Felipe Massa       | Ferrari              | 1:24.882 | 1:24.505 | 1:24.247 | 3    |
| 4                   | 11  | Paul di Resta      | Force India-Mercedes | 1:24.875 | 1:24.345 | 1:24.304 | 91   |
| 5                   | 7   | Michael Schumacher | Mercedes             | 1:25.302 | 1:24.675 | 1:24.540 | 4    |
| 6                   | 1   | Sebastian Vettel   | Red Bull-Renault     | 1:25.011 | 1:24.687 | 1:24.802 | 5    |
| 7                   | 8   | Nico Rosberg       | Mercedes             | 1:24.689 | 1:24.515 | 1:24.833 | 6    |
| 8                   | 9   | Kimi Räikkönen     | Lotus-Renault        | 1:25.151 | 1:24.742 | 1:24.855 | 7    |
| 9                   | 14  | Kamui Kobayashi    | Sauber-Ferrari       | 1:25.317 | 1:24.683 | 1:25.109 | 8    |
| 10                  | 5   | Fernando Alonso    | Ferrari              | 1:24.175 | 1:24.242 | 1:25.678 | 10   |
| 11                  | 2   | Mark Webber        | Red Bull-Renault     | 1:25.556 | 1:24.809 |          | 11   |
| 12                  | 18  | Pastor Maldonado   | Williams-Renault     | 1:25.103 | 1:24.820 |          | 222  |
| 13                  | 15  | Sergio Pérez       | Sauber-Ferrari       | 1:25.300 | 1:24.901 |          | 12   |
| 14                  | 19  | Bruno Senna        | Williams-Renault     | 1:25.135 | 1:25.042 |          | 13   |
| 15                  | 16  | Daniel Ricciardo   | Toro Rosso-Ferrari   | 1:25.728 | 1:25.312 |          | 14   |
| 16                  | 10  | Jérôme d'Ambrosio  | Lotus-Renault        | 1:25.834 | 1:25.408 |          | 15   |
| 17                  | 17  | Jean-Éric Vergne   | Toro Rosso-Ferrari   | 1:25.649 | 1:25.441 |          | 16   |
| 18                  | 20  | Heikki Kovalainen  | Caterham-Renault     | 1:26.382 |          |          | 17   |
| 19                  | 21  | Vitaly Petrov      | Caterham-Renault     | 1:26.887 |          |          | 18   |
| 20                  | 24  | Timo Glock         | Marussia-Cosworth    | 1:27.039 |          |          | 19   |
| 21                  | 25  | Charles Pic        | Marussia-Cosworth    | 1:27.073 |          |          | 20   |
| 22                  | 23  | Narain Karthikeyan | HRT-Cosworth         | 1:27.441 |          |          | 21   |
| 23                  | 22  | Pedro de la Rosa   | HRT-Cosworth         | 1:27.629 |          |          | 23   |
| 107% time: 1:30.067 |     |                    |                      |          |          |          |      |
| 24                  | 12  | Nico Hülkenberg    | Force India-Mercedes | no time  |          |          | 243  |
| Source:             |     |                    |                      |          |          |          |      |

Noter:
- ↑1 — Paul di Resta blev fratrukket fem placering for at skifte gearbox.[3]
- ↑2 — Pastor Maldonado fik en ti-plads straf i startplacering for at forårsage en ulykke Belgiens Grand Prix 2012 i Belgien.[4]
- ↑3 — Nico Hülkenberg lykkes ikke at sætte en tid.

### Løbet
| Position | Nr. | Kører              | Konstruktør          | Omgang | Tid         | Start | Point |
| -------- | --- | ------------------ | -------------------- | ------ | ----------- | ----- | ----- |
| 1        | 4   | Lewis Hamilton     | McLaren-Mercedes     | 53     | 1:19:41.221 | 1     | 25    |
| 2        | 15  | Sergio Pérez       | Sauber-Ferrari       | 53     | +4.356      | 12    | 18    |
| 3        | 5   | Fernando Alonso    | Ferrari              | 53     | +20.594     | 10    | 15    |
| 4        | 6   | Felipe Massa       | Ferrari              | 53     | +29.667     | 3     | 12    |
| 5        | 9   | Kimi Räikkönen     | Lotus-Renault        | 53     | +30.881     | 7     | 10    |
| 6        | 7   | Michael Schumacher | Mercedes             | 53     | +31.259     | 4     | 8     |
| 7        | 8   | Nico Rosberg       | Mercedes             | 53     | +33.550     | 6     | 6     |
| 8        | 11  | Paul di Resta      | Force India-Mercedes | 53     | +41.057     | 9     | 4     |
| 9        | 14  | Kamui Kobayashi    | Sauber-Ferrari       | 53     | +43.898     | 8     | 2     |
| 10       | 19  | Bruno Senna        | Williams-Renault     | 53     | +48.144     | 13    | 1     |
| 11       | 18  | Pastor Maldonado   | Williams-Renault     | 53     | +48.682     | 22    |       |
| 12       | 16  | Daniel Ricciardo   | Toro Rosso-Ferrari   | 53     | +50.316     | 14    |       |
| 13       | 10  | Jérôme d'Ambrosio  | Lotus-Renault        | 53     | +1:15.861   | 15    |       |
| 14       | 20  | Heikki Kovalainen  | Caterham-Renault     | 52     | +1 Lap      | 17    |       |
| 15       | 21  | Vitaly Petrov      | Caterham-Renault     | 52     | +1 Lap      | 18    |       |
| 16       | 25  | Charles Pic        | Marussia-Cosworth    | 52     | +1 Lap      | 20    |       |
| 17       | 24  | Timo Glock         | Marussia-Cosworth    | 52     | +1 Lap      | 19    |       |
| 18       | 22  | Pedro de la Rosa   | HRT-Cosworth         | 52     | +1 Lap      | 23    |       |
| 19       | 23  | Narain Karthikeyan | HRT-Cosworth         | 52     | +1 Lap      | 21    |       |
| 20       | 2   | Mark Webber        | Red Bull-Renault     | 51     | Udgået      | 11    |       |
| 21       | 12  | Nico Hülkenberg    | Force India-Mercedes | 50     | Udgået      | 24    |       |
| 22       | 1   | Sebastian Vettel   | Red Bull-Renault     | 47     | Udgået      | 5     |       |
| Ret      | 3   | Jenson Button      | McLaren-Mercedes     | 32     | Udgået      | 2     |       |
| Ret      | 17  | Jean-Éric Vergne   | Toro Rosso-Ferrari   | 8      | Udgået      | 16    |       |
| Source:  |     |                    |                      |        |             |       |       |

### Mesterskabsstilling efter løb
Individuelle stilling
|   | Pos. | Kører            | Point |
| - | ---- | ---------------- | ----- |
|   | 1    | Fernando Alonso  | 179   |
| 3 | 2    | Lewis Hamilton   | 142   |
| 1 | 3    | Kimi Räikkönen   | 141   |
| 2 | 4    | Sebastian Vettel | 140   |
| 2 | 5    | Mark Webber      | 132   |

Konstruktør stilling
|   | Pos. | Konstruktør      | Point |
| - | ---- | ---------------- | ----- |
|   | 1    | Red Bull-Renault | 272   |
|   | 2    | McLaren-Mercedes | 243   |
| 1 | 3    | Ferrari          | 226   |
| 1 | 4    | Lotus-Renault    | 217   |
|   | 5    | Mercedes         | 126   |